# Honey (本田美奈子.の曲)
「Honey」（ハニー）は、本田美奈子の24枚目のシングル。

## 内容
- 前作「風のうた」からちょうど11か月ぶりのシングルの発売。
- 初の12cmCDシングルの発売第1弾シングルである。

## 収録曲
1. Honey
作詞：Hiroki、作曲・編曲：KAZUHIKO MAEDA
2. 一瞬/永遠
作詞：Hiroki、作曲・編曲：DJ SOMA & HITOSHI HARUKAWA for GROW SOUND
3. I LOVE YOU
作詞・作曲：尾崎豊、編曲：DJ SOMA & HITOSHI HARUKAWA for GROW SOUND
4. Honey (Instrumental)
5. 一瞬/永遠 (Instrumental)